# Archibald Vivian Hill
Archibald Vivian Hill, OBE, FRS, angleški fiziolog, * 26. september, 1886, Bristol, Anglija, Združeno kraljestvo, † 3. junij, 1977, Cambridge, Anglija, Združeno kraljestvo.

## Življenje in delo
Hill se je šolal na Univerzi v Cambridgeu, kjer se je sprva zanimal za matematiko. Študij je pri tem predmetu končal kot tretji najboljši iz svojega razreda. Njegov najpomembnejši mentor je bil Walter Morley Fletcher, kateri je skupaj s Hopkinsom, ameriškim biokemikom, sodeloval pri odkritju mlečne kisline v mišicah. 
Pod vplivom svojega mentorja je začel raziskovati delovanje mišic, pri čemer se ni osredotočil na kemijske osnove delovanja, pač pa na množino ustvarjene toplote. Slednje je raziskoval tudi Hermann Helmholtz, vendar je bila produkcija toplote premajhna za zaznavo s takratnimi napravami. Šele Hill je z uporabo termočlenov uspel izmeriti spremembe temperature preko majhnih električnih tokov. Do leta 1913 je tudi odkril, da nastane toplota potem, ko je mišica opravila svoje delo in dokazal, da se molekularni kisik porabi takrat (za razgradnjo mlečne kisline v jetrih) in ne med kontrakcijo. Njegovi izsledki so se ujemali z Meyerhofovimi, s katerim si je leta 1922 razdelil Nobelovo nagrado za fiziologijo ali medicino.
Kraljeva družba iz Londona mu je leta 1926 za njegovo pomembno delo o fizikalnih in kemijskih vidikih kontrakcije mišic podelila svojo Kraljevo medaljo. Leta 1948 mu je podelila Copleyjevo medaljo.
Med 2. svetovno vojno je v parlamentu zastopal Univerzo v Cambridgeu kot neodvisni konservativec in bil član znanstvenega odbora pri medvojni vladi Združenega kraljestva.